# Johannes von Helmont
Johannes von Helmont (* im 15. Jahrhundert in ’s-Hertogenbosch (Provinz Noord-Brabant); † August 1517 in Trier) war Benediktinerabt, Weihbischof in Trier und Rektor der Universität Trier.

## Leben
Nach dem Studium der Theologie trat Johannes Helmont in die Benediktinerabtei Altmünster in Luxemburg ein. 1499 wurde er mit dem Amt des Cellerars betraut und war in dieser Funktion Leiter des Wirtschaftsbetriebes des Klosters. Als der Abt Wilhelm von Heyck am 23. April 1504 auf dem Provinzialkapitel der kölnisch-trierischen Provinz in Köln eine Predigt hielt, wurde er von Raimund Peraudi beschuldigt, sich zu Unrecht nicht nur als Generalvisitator und Reformator des Benediktinerordens ausgegeben und dadurch von mehreren Klöstern größere Geldsummen erpresst zu haben, sondern auch als päpstlicher Legat aufgetreten zu sein. Ebenso soll er für Blutsverwandte und Verschwägerte Dispense vom Ehehindernis erteilt und den päpstlichen Segen erteilt haben. Das Kapitel beschloss daraufhin, den Abt festzusetzen. So wurde Helmont unmittelbar als Administrator eingesetzt. 
1506 führte er seine Abtei in die Bursfelder Kongregation ein. Dabei handelte es sich um eine Reformbewegung mehrerer Benediktinerklöster. Hierfür erhielt er im Herbst 1507 die Ernennung zum Weihbischof in Trier. Die päpstliche Bestätigung folgte am 7. Februar 1508 mit der Einsetzung als Titularbischof von Sion.
Am 26. Juni 1508 wurde er als Nachfolger des verstorbenen Abtes Heyck 21. Abt in der Abtei Luxemburg. Den obligatorischen Gehorsamseid gegenüber dem Erzbischof legte er am 26. Juni 1508 ab.
1511/1512 übte er das Amt des Rektors der Universität Trier aus. 1514 war er einer der vier Präsidenten des Provinzialkapitels des Klosters Werden.
Er starb 1517 und wurde am 28. August 1517 in der Altmünsterabtei Luxemburg bestattet. Mit der Zerstörung der Altmünsterabtei im Jahre 1543 wurde auch seine Grabstätte vernichtet.